# Cândeasca
Cândeasca – wieś w Rumunii, w okręgu Călărași, w gminie Belciugatele. W 2011 roku liczyła 488 mieszkańców.